# Roodkruintiran
De roodkruintiran (Myiozetetes similis) is een zangvogel uit de familie Tyrannidae (tirannen).

## Verspreiding en leefgebied
Deze soort komt voor van Mexico tot het zuidoosten van Brazilië en telt zeven ondersoorten:
- M. s. primulus: noordwestelijk Mexico.
- M. s. hesperis: westelijk Mexico.
- M. s. texensis: van oostelijk Mexico tot noordelijk Costa Rica.
- M. s. columbianus: zuidwestelijk Costa Rica, Panama, noordelijk Colombia en noordelijk Venezuela.
- M. s. similis: van oostelijk Colombia en zuidelijk Venezuela via het westelijk Amazonebekken tot noordelijk Bolivia.
- M. s. grandis: westelijk Ecuador en noordwestelijk Peru.
- M. s. pallidiventris: van oostelijk Brazilië tot oostelijk Paraguay en noordoostelijk Argentinië.

## Status
De grootte van de populatie is in 2022 geschat op meer dan 50 miljoen volwassen vogels. Op de Rode lijst van de IUCN heeft deze soort de status niet bedreigd.